# Hülfskasse Deutscher Rechtsanwälte

Logo

Die Hülfskasse Deutscher Rechtsanwälte ist ein karitativer Verein zur Unterstützung Not leidender Anwälte in Deutschland. Für 4 der 28 deutschen Rechtsanwaltskammern übernimmt sie zusätzlich die Aufgabe, soziale Fürsorge für deren Mitglieder zu leisten.

## Struktur und Tätigkeit
Die Hülfskasse Deutscher Rechtsanwälte unterstützt Rechtsanwälte und deren Angehörige, wenn sie durch Alter, Krankheit oder aus ähnlichen Gründen berufsunfähig oder sonst bedürftig sind.
Die Hülfskasse finanziert ihre Arbeit einerseits durch Spenden und Geldauflagen und andererseits durch Beiträge von 4 der 28 deutschen Rechtsanwaltskammern, deren Fürsorgeeinrichtung sie ist:
- Rechtsanwaltskammer am Bundesgerichtshof
- Rechtsanwaltskammer Braunschweig
- Rechtsanwaltskammer Hamburg
- Schleswig-Holsteinische Rechtsanwaltskammer

Die Hülfskasse ist als nicht rechtsfähiger Verein organisiert. Die Schreibweise des Namens ist historisch bedingt, das Logo nimmt darauf Bezug.

## Geschichte

### Von der Gründung bis zum Zweiten Weltkrieg
Die Hülfskasse Deutscher Rechtsanwälte wurde am 8. März 1885 in Leipzig als Genossenschaft nach sächsischem Recht gegründet. Bereits am Ende des Gründungsjahres zählte die Hülfskasse 2400 Mitglieder, fast die Hälfte aller seinerzeit im deutschen Reich zugelassenen Rechtsanwälte. In den ersten zehn Jahren ihres Bestehens unterstützte die Hülfskasse Bedürftige mit rund 280.745 Mark. Die Zuwendungen gingen hauptsächlich an besonders bedürftige Mitglieder der Rechtsanwaltskammern in ländlichen Gebieten des Deutschen Reichs.
Zu Beginn des Ersten Weltkriegs legte die Hülfskasse einen „Kriegsfonds“ auf, der im Herbst 1914 bereits 129.000 Mark und ein Jahr später 285.000 Mark umfasste. Wegen der kriegsbedingten Not wurde der Jahresbeitrag für die Mitglieder kontinuierlich bis auf 50 Mark angehoben. In der Weltwirtschaftskrise überstiegen die Hilfeleistungen an bedürftige Rechtsanwälte und ihre Familien erstmals die Grenze von einer Million Mark.
Nachdem die deutschen Rechtsanwaltskammern im Dritten Reich im Zuge der Gleichschaltung der Justiz aufgelöst worden waren, wurde auch die Hülfskasse aufgelöst und ihr Vermögen in einen Hilfsfonds der Reichsrechtsanwaltskammer überführt. Diesem Hilfsfonds wurden in den Folgejahren aus dem Haushalt der Reichsrechtsanwaltskammer jährlich 750.000 Reichsmark zugewiesen, um die Unterstützungsleistungen insbesondere während des Zweiten Weltkrieges aufrechtzuerhalten.

### Neugründung nach dem Zweiten Weltkrieg
Im Februar 1946 traten in Bad Pyrmont die Vorstände der Rechtsanwaltskammern in der britischen Zone zusammen und wurden in der Folge wieder als Körperschaften des öffentlichen Rechts anerkannt. Vor dem Hintergrund der Existenznot in der Anwaltschaft aufgrund der starken Zuwanderung aus den Ostgebieten und zur Rettung des noch nicht bei der Reichsrechtsanwaltskammer beschlagnahmten Sondervermögens der früheren Hülfskasse begannen Bestrebungen zu einer Neugründung.
Ende Januar 1948 wurde in Bad Pyrmont die Hülfskasse Deutscher Rechtsanwälte neu gegründet, zunächst in Form einer Gesellschaft bürgerlichen Rechts, weil eine Vereinsgründung der Genehmigung der Militärregierung bedurft hätte. Anschließend traten sämtliche Rechtsanwaltskammern in der britischen Zone der Hülfskasse bei: Braunschweig, Celle, Düsseldorf, Hamburg, Hamm, Kiel, Köln, Oldenburg sowie die Kammer beim Obersten Gerichtshof für die britische Zone.
Im April 1948 nahm die Hülfskasse ihre Tätigkeit in Hamburg auf und erhielt von den Mitgliedskammern ein Startkapital von 154.000 Reichsmark. Der Jahresbeitrag pro Mitglied betrug weiterhin 50 Mark bei etwa 4000 zugelassenen Anwälten.
Wiederholte Versuche, weitere Rechtsanwaltskammern als Mitglieder zu gewinnen, scheiterten. Stattdessen trat eine Reihe von Kammern aus und organisierte ihre Fürsorgeaufgaben selbst in eigenen Unterstützungsfonds, wobei die Hülfskasse weiterhin bundesweit Unterstützung leistet. Von 1948 bis 1984 wurden insgesamt Unterstützungsleistungen von über 30 Millionen DM ausgezahlt.
Bei den Hochwassern 2002, 2013 und 2021 und in den folgenden Jahren wurden betroffene Kanzleien aus einem Sonderfonds unterstützt.
2017 wurde die Hülfskasse mit dem Emil-von-Sauer-Preis ausgezeichnet.